# Pteroidichthys godfreyi
Pteroidichthys godfreyi is een straalvinnige vissensoort uit de familie van de schorpioenvissen (Scorpaenidae). De wetenschappelijke naam van de soort is voor het eerst geldig gepubliceerd in 1954 door Whitley.